# Addington (Oklahoma)
Addington és una població dels Estats Units a l'estat d'Oklahoma. Segons el cens del 2000 tenia 117 habitants.

## Demografia
Segons el cens del 2000, Addington tenia 117 habitants, 44 habitatges, i 31 famílies. La densitat de població era de 188,2 habitants per km².
Dels 44 habitatges en un 31,8% hi vivien nens de menys de 18 anys, en un 56,8% hi vivien parelles casades, en un 11,4% dones solteres, i en un 29,5% no eren unitats familiars. En el 27,3% dels habitatges hi vivien persones soles el 13,6% de les quals corresponia a persones de 65 anys o més que vivien soles. El nombre mitjà de persones vivint en cada habitatge era de 2,66 i el nombre mitjà de persones que vivien en cada família era de 3,23.
Per edats la població es repartia de la següent manera: un 26,5% tenia menys de 18 anys, un 12,8% entre 18 i 24, un 23,9% entre 25 i 44, un 19,7% de 45 a 60 i un 17,1% 65 anys o més.
L'edat mediana era de 38 anys. Per cada 100 dones de 18 o més anys hi havia 91,1 homes.
La renda mediana per habitatge era de 40.417 $ i la renda mediana per família de 48.750 $. Els homes tenien una renda mediana de 36.250 $ mentre que les dones 22.250 $. La renda per capita de la població era de 15.170 $. Entorn del 16,7% de les famílies i el 9,6% de la població estaven per davall del llindar de pobresa.

## Poblacions més properes
El següent diagrama mostra les poblacions més properes.